# Baladí

Un plato de espinacas cubierto con queso baladí.

El queso baladí (en árabe, جبنة بلدية o جبنة بلدي, jibnah baladī) es un queso blanco y suave de Oriente Medio. El baladí tiene el mismo tamaño y forma de queso sirio con marcas de la cesta de drenaje o aro que deja un patrón de diseño en su superficie exterior. Es un poco más alto en grasa que el sirio y su textura es más suave, cremosa y menos masticable.

## Etimología
«Baladí» proviene de bilād ('país, tierra'), es decir, «queso del país», pues se hace con cabras baladíes ('cabras autóctonas'). Baladí también puede hacer referencia a 'aldeano, del campo'. Asimismo se le llama «queso de las montañas», ya que está hecho en las montañas altas por los pastores locales en El Líbano.

## Ingredientes
El baladí es un queso fresco, tradicionalmente sin pasteurizar, y sin cultivar, hecho con una mezcla de leche de cabra, vaca y oveja. La naturaleza diversa de la microflora, alta humedad, no cultivada y no pasteurizada tiende a limitar la vida útil a 3 días.